# Theobald Craschel
Theobald Craschel (* um 1511 in Aachen; † 31. Juli 1587 in Köln) war Weihbischof in Köln.

## Leben
Der aus Aachen stammende Craschel promovierte 1531 in Köln zum Dr. theol. und später auch zum Magister artium Von 1537 bis 1562 lehrte er an der Bursa Laurentiana zu Köln und war dann ab 1562 Professor der theologischen Fakultät der mittelalterlichen Universität Köln. Wiederholt Dekan, war er 1567/68 Rektor der Universität.
Seit 1540 Kanoniker an St. Severin in Köln, wurde er hier später auch Pfarrer, resignierte jedoch 1551 auf dieses Kanonikat und wurde 1554 Pfarrer an St. Alban zu Köln. Schon am 25. Februar 1568 durch Erzbischof Salentin von Isenburg zum Weihbischof designiert, wurde er durch den Papst, welcher erst die Bitte des Erzbischofs um seine eigene Bestätigung abwarten wollte, am 5. Mai 1574 zum Titularbischof von Cyrene und Weihbischof in Köln ernannt. Als designierter Weihbischof bereits 1569 an den nachtridentinischen Visitationen des Erzstiftes beteiligt, empfing er schließlich am 8. September 1574 durch den Münsteraner Weihbischof Johannes Kridt die Bischofsweihe.
Am 19. Juni 1577 erteilte Craschel dem späteren Kölner Erzbischof Ernst von Bayern die Priesterweihe und traute noch im selben Jahr dessen Vorgänger mit der Gräfin Antonia Wilhelma von Arenberg. 1578 weihte er in Brühl Erzbischof Gebhard I. von Waldburg zum Priester.
Craschels Grab befindet sich in der Kirche St. Severin zu Köln.